# Cable de Categoría 5

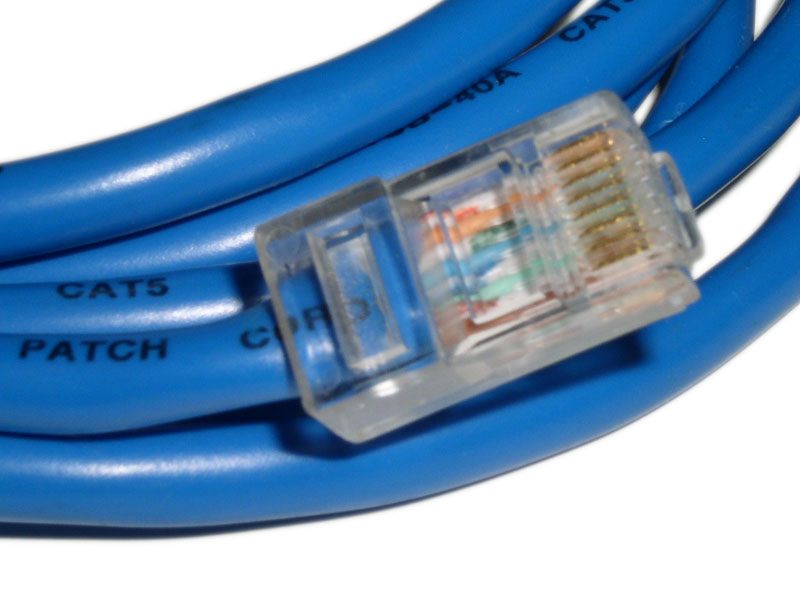
Cable de Categoría 5 terminado con la especificación T568B.

El cable de categoría 5 (CAT 5) es un tipo de cable de par trenzado cuya categoría es uno de los grados de cableado UTP descritos en el estándar EIA/TIA 568B el cual se utiliza para ejecutar CDDI y puede transmitir datos a velocidades de hasta 100 Mbps a frecuencias de hasta 100 MHz. La categoría 5 ha sido sustituida por una nueva especificación, la categoría 5e (enhanced o mejorada) con la cual puede alcanzar velocidades de hasta 1 Gbps.
Está diseñado para señales de alta integridad. Estos cables pueden ser blindados o sin blindar. Este tipo de cables se utiliza a menudo en redes de computadoras como Ethernet, y también se usa para llevar otras muchas señales como servicios básicos de telefonía, token ring, y ATM.

## Descripción
Sirve para la conexión principal entre el panel de distribución y la roseta del puesto de trabajo, conectar un hub o switch a otras PC, y para conectar dichos dispositivos entre sí.

### Características
- Cuatro (4) pares trenzados sección AWG24
- Cada par de cable está distinguido por colores, siendo estos: naranja, verde, azul y marrón
- Aislamiento del conductor de polietileno de alta densidad, de 1,5 mm de diámetro
- Cubierta de PVC

### Especificaciones
| Frecuencia, MHz | RL   | Atenuación, dB | NEXT, dB | PSNEXT, dB | ELFEXT, dB | PSELFEXT, dB |
| --------------- | ---- | -------------- | -------- | ---------- | ---------- | ------------ |
| 0,773           | -    | 1,8            | 67,0     | 64,0       | -          |              |
| 1,0             | 20,0 | 2,0            | 65,3     | 62,3       | 63,8       | 60,8         |
| 4,0             | 23,0 | 4,0            | 56,3     | 53,3       | 51,7       | 48,8         |
| 8,0             | 24,5 | 5,8            | 51,8     | 48,8       | 45,7       | 42,7         |
| 10,0            | 25,0 | 6,5            | 50,3     | 47,3       | 43,8       | 40,8         |
| 16,0            | 25,0 | 8,2            | 47,3     | 44,3       | 39,7       | 36,7         |
| 20,0            | 25,0 | 9,3            | 45,8     | 42,8       | 37,7       | 34,7         |
| 25,0            | 24,3 | 10,4           | 44,3     | 41,3       | 35,8       | 32,8         |
| 31,25           | 23,6 | 11,7           | 42,9     | 39,9       | 33,9       | 30,9         |
| 62,5            | 21,5 | 17,0           | 38,4     | 35,4       | 27,8       | 24,8         |
| 100,0           | 20,1 | 22,0           | 35,3     | 32,3       | 23,8       | 20,8         |

| Resistencia máxima del conductor @ 20 °C                 | 9,38 Ohms/100m |
| Tolerancia de la resistencia característica              | 5%             |
| Capacidad de desequilibrio del par con relación a tierra | 330 pF/100m    |
| Impedancia en frecuencia de 0,772-100 MHz                | 85-115 Ohms    |
| Capacidad de operación máxima                            | 5,6 nF/m       |
| Prueba por chispa                                        | 2,5 kV         |

## Especificaciones
- Conforme a:
  - ISO/IEC DIS 11801
  - ISO/IEC 1034-1, 1034-2
  - ISO/IEC 332.3 Cat.5e
  - ISO/IEC 754-2
  - ANSI/EIA/TIA Cabling Standard 568-A/B
  - EIA/TIA Bulletin TSB-36
  - CENELEC EN 50173
  - CENELEC EN 50167, 50168, 50169
  - CENELEC EN 50288